# المقلد (المخادر)

تعديل مصدري - تعديل

المقلد هي إحدى قرى عزلة الوادي بمديرية المخادر التابعة لمحافظة إب، بلغ تعداد سكانها 487 نسمة حسب تعداد اليمن لعام 2004.